# Margaret Karie
Margaret Karie (29 december 1979) is een Keniaans langeafstandsloopster, die gespecialiseerd is in de marathon.
Ze won in 2004 en 2006 de marathon van São Paulo. In 2004 won ze ook de Kilimandjaro Marathon (2:42.03), de marathon van São Paulo en de Kust Marathon in een persoonlijk record van 2:30.34.

## Persoonlijke records
| Onderdeel      | Prestatie | Datum            | Plaats       |
| -------------- | --------- | ---------------- | ------------ |
| halve marathon | 1:12.42   | 19 november 2006 | Philadelphia |
| marathon       | 2:30.34   | 2 oktober 2004   | Oostende     |

## Palmares

### 10 km
- 2005:  Santos - 33.38
- 2005: 4e Campinas - 35.05
- 2005:  Goiania - 36.49
- 2005:  San Pablo - 35.05
- 2005:  San Pablo - 34.47
- 2005:  Rio de Janeiro - 34.14
- 2006:  Cuiaba - 34.53
- 2006: 4e Rio de Janeiro - 34.38
- 2006:  San Pablo - 33.59
- 2006:  Cornelio Procopio - 35.23
- 2006: 5e Santos - 33.58
- 2010:  Corrida dos Reis in Brasilia - 34.37
- 2010:  Trofeu Ciudad de Sao Paulo in San Pablo - 34.59
- 2010:  Lille Métropole - 34.02
- 2010: 4e Alsterlauf Hamburg - 33.00
- 2010:  Tourcoing - 34.43
- 2015: 4e Bogota - 36.27
- 2015:  Duitama - 35.48
- 2016:  Carrera de los Héroes in Quito - 35.43
- 2016:  Cuenca - 34.45
- 2017:  La Concepcion - 35.35
- 2017:  Aguadulce - 38.26

### 15 km
- 2007:  Safaricom Baringo Road Race in Kabarnet - 51.09
- 2015: 4e Carrera Diario Ultimas Noticas in Quito - 55.28
- 2016:  Carrera Fundación Ciudad de Cuenca - 51.47
- 2017:  Carrera Diario Ultimas Noticias in Quito - 55.05

### halve marathon
- 2005: 5e halve marathon van Monterrey - 1:13.20
- 2005:  halve marathon van Saltillo - 1:17.18
- 2006:  halve marathon van Azpeitia - 1:14.08,6
- 2006:  halve marathon van Kitty Hawk - 1:16.11
- 2006:  halve marathon van Philadelphia - 1:12.42
- 2006: 4e halve marathon van Monterrey - 1:15.19
- 2009:  halve marathon van Serra - 1:25.27
- 2010:  halve marathon van Dombasle - 1:15.25
- 2015:  halve marathon van Panama City - 1:17.41
- 2015:  halve marathon van Palmira - onbekende tijd
- 2015:  halve marathon van Palmira - 1:15.00
- 2016:  halve marathon van Palmira - 1:12.26
- 2016:  halve marathon van Guayaquil - 1:15.17
- 2016:  halve marathon van Panama City - 1:19.28
- 2017:  halve marathon van Clayton - 1:25.44
- 2017:  halve marathon van Ciudad de Panama - 1:19.12

### marathon
- 2003:  marathon van Arusha - 2:44.50
- 2003:  marathon van Athene - 2:48.48
- 2004:  marathon van Moshi - 2:42.03
- 2004:  marathon van São Paulo - 2:40.10
- 2004:  Kust Marathon - 2:30.34
- 2004:  marathon van Mazatlán - 2:35.15
- 2005:  marathon van Torreón - 2:31.23
- 2006:  marathon van São Paulo - 2:39.24
- 2006: 5e marathon van Baltimore - 2:41.12
- 2007: 6e marathon van San Diego - 2:39.12
- 2007:  marathon van Mexico-Stad - 2:39.15
- 2008:  marathon van Mumbai - 2:33.55,7
- 2008: 104e marathon van Nagoya - 3:05.35
- 2008:  marathon van Duluth - 2:41.43
- 2008: 6e marathon van Mexico - 2:45.25
- 2008: 8e marathon van Peking - 2:36.26
- 2009: 5e marathon van Praag - 2:33.22
- 2009: 7e marathon van Venice - 2:32.12
- 2010: 6e marathon van Taipei - 2:36.03
- 2011:  marathon van Taipei - 2:44.09
- 2011: 5e marathon van Dongying - 2:39.19
- 2011:  marathon van Nairobi - 2:30.17
- 2012: 11e marathon van Rome - 2:41.03
- 2012: 6e marathon van Kisumu - 2:43.10
- 2014: 8e marathon van Hongkong - 2:41.22
- 2014:  marathon van Dalian - 2:46.05
- 2015:  marathon van Quito - 2:47.00
- 2015:  marathon van Guayaquil - 2:48.01
- 2016:  marathon van Cuenca - 2:44.35
- 2016:  marathon van Huancayo - 2:51.19